# 14812 Rosario
14812 Rosario este o planetă minoră (asteroid), cu un diametru de 4,881 km, din centura de asteroizi. A fost descoperită pe 9 mai 1981 la Complejo Astronómico El Leoncito⁠(d) de Observatorio Félix Aguilar⁠(d) și a fost numită după Rosario. 
Obiectul prezintă o orbită caracterizată de o semiaxă mare de 2,4471219 UAi, o excentricitate de 0,21, o înclinație de 13,96266 ° în raport cu ecliptica.